# Gouverneurswahl in Texas 1849

Peter Hansborough Bell

Die Wahl des Gouverneurs von Texas des Jahres 1849 fand im November 1849 statt. Aus der Wahl ging der demokratische Geschäftsmann Peter Hansborough Bell gegen Amtsinhaber George T. Wood als Sieger hervor.

## Ergebnis
| Kandidat              | Stimmen | %      |
| --------------------- | ------- | ------ |
| Peter H. Bell         | 10.319  | 47,52  |
| George T. Wood        | 8.764   | 40,36  |
| John T. Mills         | 2.632   | 12,12  |
| Gesamt                | 21.715  | 100,00 |
| Quelle: Texas Almanac |         |        |